# ユーセフ・アッ＝サーレム
ユーセフ・マンスール・アッ＝サーレム（Yousef Mansoor Al-Salem、1985年5月4日 - 2023年2月12日）は、サウジアラビア・アル・コバール出身の元サッカー選手。元サウジアラビア代表。現役時代のポジションはフォワード。

## 来歴

### クラブ
2013年、アル・ヒラルへ移籍した。
2023年2月12日、エイズの為現役中に死去。37歳没。